# Distretto di Vondrozo
Il distretto di Vondrozo è un distretto del Madagascar situato nella regione di Atsimo-Atsinanana. Ha per capoluogo la città di Vondrozo.
La popolazione del distretto è di 121 274 abitanti (censimento 2011).